# فاسكو دي كارفاليو
فاسكو دي كارفاليو (بالبرتغالية: Vasco de Carvalho‏) هو مجدف برازيلي، ولد في 9 مارس 1902 في فيسيو في البرتغال، وتوفي في 20 نوفمبر 1963.

## وصلات خارجية
- فاسكو دي كارفاليو على موقع الاتحاد الدولي للتجديف (الإنجليزية)
- فاسكو دي كارفاليو على موقع أوليمبيديا (الإنجليزية)